# Peter Pellegrini
Peter Pellegrini (Besztercebánya, 1975. október 6. –) szlovák politikus, 2018 és 2020 között Szlovákia miniszterelnöke, 2020-tól 2024-ig az általa alapított Hang – Szociáldemokrácia párt elnöke, 2024. június 15-étől Szlovákia köztársasági elnöke.

## Magánélete
Peter Pellegrini apai nagyapai dédapja révén olasz származású.
Nőtlen, gyermeke nem született.
A szlovák médiában régóta terjengenek híresztelések Peter Pellegrini állítólagos homoszexualitásával kapcsolatban. 2024 januárjában Pellegrini koalíciós partnere, a Szlovák Nemzeti Pártot vezető Andrej Danko tett utalást Pellegrini vélt homoszexualitására, ami után a szlovák sajtó ismét elkezdte feszegetni a témát.

## Politikai pályája
A 2006-os választástól kezdve parlamenti képviselő Szlovákiában. Minden későbbi választáson újraválasztották.
Andrej Kiska akkori szlovák államfő 2014. július 3-án nevezte ki oktatási, tudományos, kutatási és sportminiszterré, Dušan Čaplovič helyére. 2014. november 24-én felröppent a hír, hogy a Szlovák Nemzeti Tanács elnöke lesz. 2014. november 25-től egészen 2016. március 23-ig töltötte be ezt a tisztséget. 2014. november 25-től az oktatási, tudományos, kutatási és sportminiszteri poszton Juraj Draxler követte őt.
A 2016-os szlovákiai parlamenti választás után befektetésekért felelős miniszterelnök-helyettesnek nevezték ki.

### Miniszterelnöksége
Személye 2018-ban, Ján Kuciak szlovák oknyomozó újságírónak és menyasszonyának a meggyilkolása miatt kialakult kormányválság idején került a figyelem központjába, mivel Robert Fico miniszterelnök a tömeg nyomására 2018. március 15-én lemondott a miniszterelnöki tisztségről, és Pellegrinit javasolta utódjának.
Andrej Kiska akkori szlovák államfő egy héttel később, 2018. március 22-én kinevezte miniszterelnöknek.
Pellegrinit szinte a kinevezése percében megvádolták azzal, hogy egyenes TV-adásban kokain esett ki a zsebéből. Pellegrini ezt tagadta, és azt állította, hogy valójában fogpiszkálót rejtett a zsebéből az asztalra ejtett kis fehér tasak.
Peter Pellegrini miniszterelnöksége alatt, 2018-ban szlovák szülők Nagyszarván szlovák tannyelvű iskola létesítését kezdeményezték, amit a község képviselő-testülete egyhangúlag elutasított. Ezután Peter Pellegrini kiállt a szlovákosítást célzó kezdeményezés mellett, mivel állítása szerint a gyerekeknek szlovákul kell tanulniuk az iskolában, és egyértelművé tette, hogy nem kívánja tolerálni az ezzel ellentétes tendenciákat.
2018 decemberében Bacsfán az egyik közlekedési táblára ismeretlenek magyarul is felírták Somorja és Pozsony nevét. Peter Pellegrini erre reagálva posztolt egy bejegyzést a hivatalos Facebook-oldalán, melyben felszólította Érsek Árpád akkori közlekedési minisztert, hogy távolíttassa el a magyar feliratokat a közlekedési tábláról, a magyar aktivisták tevékenységét pedig provokációnak nevezte. Pellegrini így fogalmazott: „Nem fogom tolerálni az ilyen dolgokat. Nem engedhetem, hogy törvényt szegjenek, és hogy valaki így próbáljon provokálni minket.” Erre reagálva a mozgalom egyik aktivistája, Kovács Balázs így fogalmazott: „Ezúton hívjuk fel a miniszterelnök és a közvélemény figyelmét arra, hogy a kétnyelvűség nem provokáció, hanem olyan jogos igény, ami a magyar közösség egyenrangúságáról szól.” Pellegrini magyarellenes megnyilvánulásai ellen a Magyar Közösség Pártja (MKP) akkori elnöke, Menyhárt József is tiltakozott, aki sajnálatosnak nevezte, hogy Pellegrini azt kifogásolja, ami más európai országokban általános. Rövid idővel a Pellegrini által kiadott utasítás után eltávolították a magyar feliratokat a tábláról.
Peter Pellegrini miniszterelnöksége idején, 2019 áprilisában a szlovák parlament törvényben tiltotta meg más országok nemzeti himnuszának eléneklését vagy lejátszását nyilvános rendezvényeken abban az esetben, ha nincs jelent az adott ország hivatalos küldöttsége. A törvény elsődlegesen a dunaszerdahelyi DAC focicsapat szurkolói ellen szólt, mellyel a Pellegrini-kormány meg akarta tiltani, hogy a mérkőzések elején a szurkolók elénekeljék a magyar himnuszt.
A 2020-as parlamenti választásra a Smer-SD őt nevezte meg a párt miniszterelnök-jelöltjének és listavezetőjének. A választást azonban Igor Matovič pártjával (OĽaNO) szemben elvesztette, és csak 38 képviselői helyet szerzett a parlamentben, koalíciós partnerei pedig kiestek a törvényhozásból. Pellegrini a választás után rövid ideig ügyvezető kormányfőként maradt miniszterelnök. Zuzana Čaputová elnök 2020. március 20-án elfogadta lemondását, majd ezt követően másnap, március 21-én átadta hivatalát Igor Matovičnak.

### Pártszakadás
2020. június 10-én kilépett a Smer-SD-ből. Ezután Peter Pellegrini és a Smer több más korábbi politikusa megalapították a Hang – Szociáldemokrácia pártot, melynek elnökévé Pellegrinit választották.

## Bűnügyi vádak Peter Pellegrinivel szemben
2021 augusztusában a szlovák Pénzügyi Igazgatóság korábbi elnöke, František Imrecze és Michal Suchoba informatikai vállalkozó (mindketten bűnösnek vallották magukat vesztegetés gyanújában) azt vallották, hogy 2014-ben Peter Pellegrini – aki akkoriban pénzügyminiszter-helyettesként dolgozott – kenőpénzt kért, majd kapott 150 000 euró értékben. Az Imrecze vezette Pénzügyi Igazgatóság akkoriban döntött a virtuális pénztárgépek bevezetéséről, ami egy 5,5 millió eurós üzlet lett volna, és Suchoba cége szállított volna hozzá az informatikai hátteret. 2023 januárjáig a Nemzeti Bűnüldözési Ügynökség nem emelt vádat ebben az ügyben. 2018-ban Pellegrininek volt egy ingatlanügye, mivel 410 000 euróért vásárolt egy luxuslakást Pozsonyban. Vagyonnyilatkozata szerint Pellegrininek 246 000 eurót saját bevételéből kellett fedeznie, a fennmaradó részt pedig kölcsön kellett volna finanszíroznia, annak ellenére, hogy 2006 óta összesen 460 000 eurót keresett a politikai állásaiból.